# Atletica leggera ai Giochi della XXIII Olimpiade - Salto in lungo femminile

Video della Finale

Il salto in lungo ha fatto parte del programma femminile di atletica leggera ai Giochi della XXIII Olimpiade. La competizione si è svolta nei giorni 8-9 agosto 1984 al «Memorial Coliseum» di Los Angeles.

## Assenti a causa del boicottaggio
Nota: le prestazioni sono state ottenute nell'anno olimpico.
| Campionessa Mondiale 1983  | 7,40 | 26 luglio | Heike Drechsler    |
| Prima delle sovietiche     | 7,21 | 14 luglio | Galina Chistyakova |
| Seconda delle tedesche est | 7,21 | 26 luglio | Helga Radtke       |

## La gara
Le favorite sono le due rumene, le uniche atlete dell'Est presenti a Los Angeles. Anișoara Stanciu è primatista mondiale con 7,43 (1983), mentre Valeria Ionescu è Campionessa europea in carica.

Al primo turno di finale la Stanciu salta 6,80; a sorpresa la britannica Hearnshaw atterra alla stessa misura. Al terzo salto la rumena sfiora i 7 metri e per le altre non c'è più nulla da fare. Al quinto salto la Ionescu strappa l'argento alla Hearnshaw per un solo centimetro.

## Risultati

### Turno eliminatorio
Qualificazione6,50 m
Sei atlete ottengono la misura richiesta. Ad esse vanno aggiunti i 6 migliori salti, fino a 6,19 m.

La miglior prestazione appartiene a Jackie Joyner (USA) con 6,76 m (in garà sarà quinta).

### Finale
Stadio «Memorial Coliseum», giovedì 9 agosto.
| Pos     | Paese e Atleta     | 1° salto | 2° salto | 3° salto | 4° salto | 5° salto | 6° salto | Miglior Misura | Note |
| ------- | ------------------ | -------- | -------- | -------- | -------- | -------- | -------- | -------------- | ---- |
| Oro     | Anișoara Stanciu   | 6,80     | 6,68     | X        | 6,96     | 6,89     | X        | 6,96           |      |
| Argento | Valeria Ionescu    | 6,59     | 6,67     | X        | 6,52     | 6,81     | X        | 6,81           |      |
| Bronzo  | Sue Hearnshaw      | 6,80     | 6,75     | 6,55     | 6,67     | 6,74     | 6,64     | 6,80           |      |
| 4       | Angela Thacker     | 6,32     | X        | 6,65     | 6,78     | X        | 6,70     | 6,78           |      |
| 5       | Jackie Joyner      | X        | 6,72     | X        | 6,77     | X        | X        | 6,77           |      |
| 6       | Robyn Lorraway     | X        | 6,67     | 6,43     | X        | 6,62     | 6,43     | 6,67           |      |
| 7       | Glynis Nunn        | 6,45     | 6,37     | 6,39     | -        | 6,53     | 6,27     | 6,53           |      |
| 8       | Shonel Ferguson    | 6,44     | 6,13     | X        | 6,41     | 6,20     | 6,31     | 6,44           |      |
| 9       | Carol Lewis        | 6,21     | X        | 6,43     |          |          |          | 6,43           |      |
| 10      | Dorothy Scott      | 6,03     | 5,89     | 6,40     |          |          |          | 6,40           |      |
| 11      | Linda Garden       | X        | 5,89     | 6,30     |          |          |          | 6,30           |      |
| 12      | Snežana Dančetović | 5,28     | 5,88     | 5,88     |          |          |          | 5,88           |      |